# قرار مجلس الأمن التابع للأمم المتحدة رقم 981
قرار مجلس الأمن التابع للأمم المتحدة رقم 981، المتخذ بالإجماع في 31 آذار / مارس 1995، بعد إعادة التأكيد على جميع القرارات بشأن الحالة في يوغوسلافيا السابقة، أنشأ المجلس عملية الأمم المتحدة لاستعادة الثقة في كرواتيا لفترة تنتهي في 30 تشرين الثاني / نوفمبر 1995.
أراد مجلس الأمن حلاً تفاوضيًا للصراعات في يوغوسلافيا السابقة. كان أحد هذه النزاعات في كرواتيا مع الصرب الكروات. ولا يزال يتعين تنفيذ أجزاء مهمة من خطة الأمم المتحدة للسلام لكرواتيا، بما في ذلك التسريح في المناطق الصربية، وعودة جميع اللاجئين، وإنشاء قوة شرطة، بالإضافة إلى أحكام القرارين 871 (1993) و947 (1994).
وأشار المجلس أن الولاية الحالية لقوة الأمم المتحدة للحماية في كرواتيا ستنتهي في 31 آذار / مارس 1995 وكذلك طلب من حكومة كرواتيا بشأن إنشاء قوة لحفظ السلام في البلد. وحث على احترام حقوق الإنسان كخطوة أساسية نحو السلام. وكان لابد من ضمان سلامة وحرية حركة قوة الأمم المتحدة للحماية.
بموجب الفصل السابع من ميثاق الأمم المتحدة، أنشأ المجلس عملية الأمم المتحدة لاستعادة الثقة في كرواتيا بـ 7000 فرد لفترة حتى 30 نوفمبر 1995، مع الولاية التالية:
(أ) أداء المهام الواردة في اتفاق وقف إطلاق النار بين كرواتيا والصرب المحليين؛
(ب) المساعدة في تنفيذ الاتفاقية الاقتصادية؛
(ج) المساعدة في تنفيذ قرارات مجلس الأمن؛
(د) مراقبة الحدود بين كرواتيا والبوسنة والهرسك وكرواتيا وجمهورية يوغوسلافيا الاتحادية (صربيا والجبل الأسود)؛
(هـ) المساعدة في نقل المساعدات الإنسانية إلى البوسنة والهرسك عبر كرواتيا؛
(و) مراقبة تسريح شبه جزيرة بريفلاكا؛
وطُلب من الأمين العام بطرس بطرس غالي تقديم تقرير في موعد أقصاه 21 نيسان / أبريل 1995 عن تنفيذ الولاية المذكورة أعلاه. كما طُلب منه تقديم تقرير كل أربعة أشهر عن ولاية الاتفاقات وتنفيذها. كان على عملية الأمم المتحدة لاستعادة الثقة في كرواتيا أن تهيئ الظروف التي يمكن بموجبها التوصل إلى اتفاق، بينما يُسمح للدول الأعضاء بتقديم الدعم الجوي لعملية حفظ السلام. والأطراف من جانبهم مسؤولون عن سلامة موظفي الأمم المتحدة والعمل على إيجاد حل سلمي لنزاعهم.
وأخيراً، طُلب من كرواتيا التوقيع على اتفاق وضع القوات وتوفير ترددات البث الإذاعي المناسبة وفتحات البث التلفزيوني دون أي تكلفة تتحملها الأمم المتحدة.
وفي نفس اليوم، أنشأ المجلس أيضًا قوة الأمم المتحدة للانتشار الوقائي في مقدونيا بموجب القرار 983.

## روابط خارجية
- نص القرار في undocs.org